# Bogdó
Bogdó (en rus: Богдо) és un poble (un possiólok) de l'óblast d'Astracan, a Rússia, segons el cens del 2010 tenia 44 habitants.